# ヤクザ

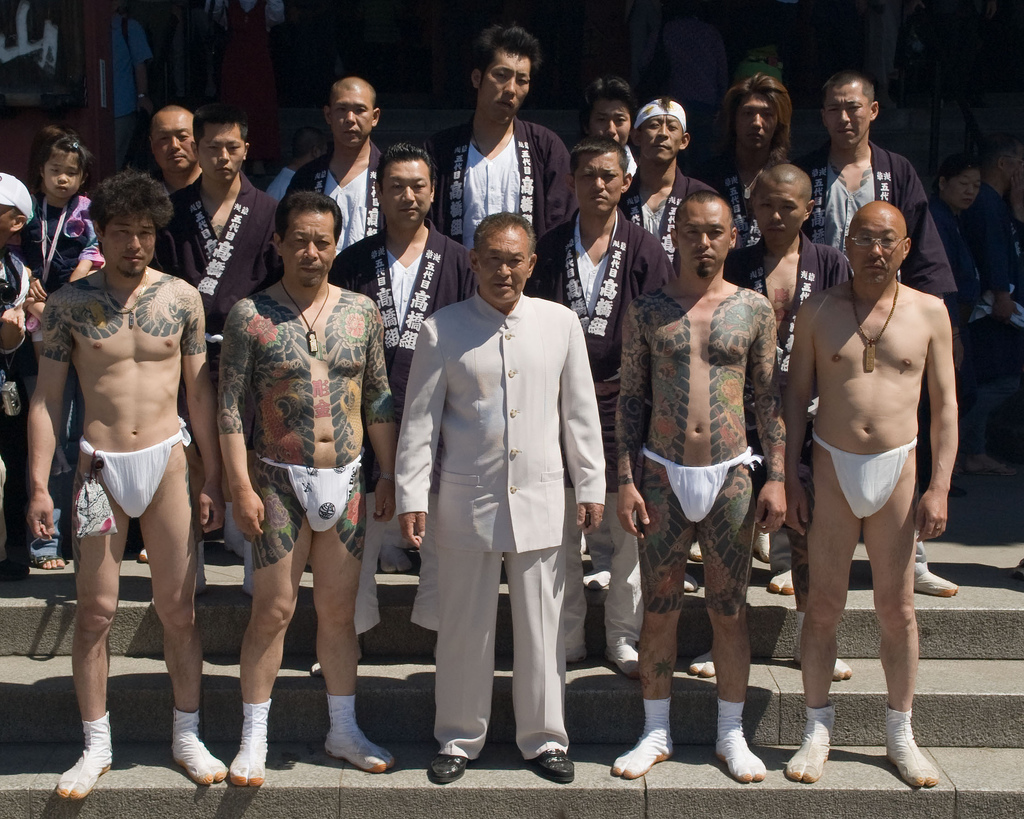
三社祭に参加した5代目浅草高橋組の組員

ヤクザとは、組織を形成して暴力を背景に職業として犯罪活動に従事し、収入を得ているものを指す。集団を特徴づける要因の一つに集団内部の親分子分の結合がある。また下っ端に該当する場合は「チンピラ」と称される。現在、組織としてのヤクザは警察により公式に暴力団と呼称され、その構成員などは2022年時点で22,400人、そのうち構成員が11,400人、準構成員が11,000人である。

## 解釈
大辞泉は「やくざ」について次の2通りの説明を示す。
1. 役に立たないこと。価値のないこと。また、そのものや、そのさま。「―に暮らす」「―な機械」「―仕事」
2. ばくち打ち・暴力団員など、正業（せいぎょう）[注 1]に就かず、法に背くなどして暮らす者の総称。「―渡世」

岩井弘融は「やくざ」研究の古著とされる『病理集団の構造』の序説で、代継はせず親分子分の関係は民俗学（柳田國男他）や社会学（川島武宜他）において説明されるところのオヤカタ・コカタの関係と共通の社会的基盤を持つと説明している。
戦後に来日したニューヨーク・ポストの特派員ダレル・ベリガンは、その著作で有名な『やくざの社会』の中で「日本の家族は与太者の集まりであり、家族の長は与太者の長である」という文から始まる、日本社会の内部構造についての報告をまとめている。また、かつて横浜の塚越一家に所属した右翼活動家の野村秋介は、「やくざ」について説明する際に「やくざとは職業ではなく」、「実業家、ジャーナリスト、政治家にもやくざは存在する」と発言したが（出典：『暴力団新法』）これも個人間の繋がりとして絶対的権威（親分）と追随者（子分）の関係が広く社会で見られる点を示唆するものである。ただし、その上で「やくざ」を特徴づけている別の内部要因として、集団の共通目的、成立の社会的条件、存続のための経済的活動、社会的価値基準から逸脱した副次文化等がある。ジャーナリストの朝倉喬司は明治の自由民権運動と「やくざ」の関連を指摘する一方で現代の制度的空間や価値基準との関連において「暴力団」と呼ばれるとしている（出典：『ヤクザ』）。

## 語源
明確でないが、賭博用語が語源であるとする説が通説である。
江戸時代の風俗を示した喜多村信節の『嬉遊笑覧』における言語の項に
| 「 | 博徒の言葉にして常人のつかふべき詞にあらず今は天下の常語となりぬ物のあしきをやくざといふは博奕に三枚というふものをするに 八九の数を高目上々にして十をつまるは数にならず八九三廿につまる故悪きことの隠語を八九三といひ始めたるなり（中略） 博徒の詞常語に数多くありと（中略）数目の詞は大かたそれなるべし | 」 |

と記されている。
同書では出典は『渭濱庵随筆』と記されているが、宝暦5年（1755年）の序のある新井白蛾『牛馬問』に同一文章があり、白蛾の亡父が「ヤクザ」という語を新言葉の一つとして語ったことが記されている。
花札を使った三枚がるた（またはおいちょかぶ）という博奕では、3枚札を引いて合計値の一の位の大小を競う。8・9の目が出れば17となり、一般的な常識人にとっては“7”の場合「もう一枚めくる」ことはしないのだが、投機的で射幸心が強く、且つ非常識な輩は そこで一か八かで、もう一枚を引く。その結果“3”を引き、最低の得点である“0”（8+9+3=20）となる。それに例えて、行動パターンや人生設計を「物賭け的に挑戦する者の生き方」を象徴的に表現していた。
8・9・3を続けて読んだものが転訛した「ヤクザ」が、世間的に敗者、失望者、失墜者が、反社会的な意識を持って「苦労をせず稼ぐことを考える者」を意味するようになり、それが転じて博徒集団のことを指すようになったとする。さらに一部の地域では8・9・3のブタだけは、「勝負なし」とのルールを採用しており、そこに由来すると主張する博徒の親分もおり、本居宣長ら江戸時代の学者も、その説を取り上げている。
この他にも、歌舞伎役者の派手な格好を真似た無法者（傾き者）のことを「役者のような」と言っていたことから「ヤクシャ」が訛って「ヤクザ」になったという説、「役戯れ（やくざれ）」から来たという説、「やくさむ者」からとの説、さらに別枠で「その昔に喧嘩などの仲裁を行う者を「役座」と呼んだことに由来する」との説（飯干晃一）もある。また、儒教において数字の8・9・3は悪数（忌み数）と定めていることから、そこに由来するとの説もある。
また、博徒集団の貸元、若頭、舎弟頭を示す三役（さんやく）の隠語とも言われる。

## 変遷

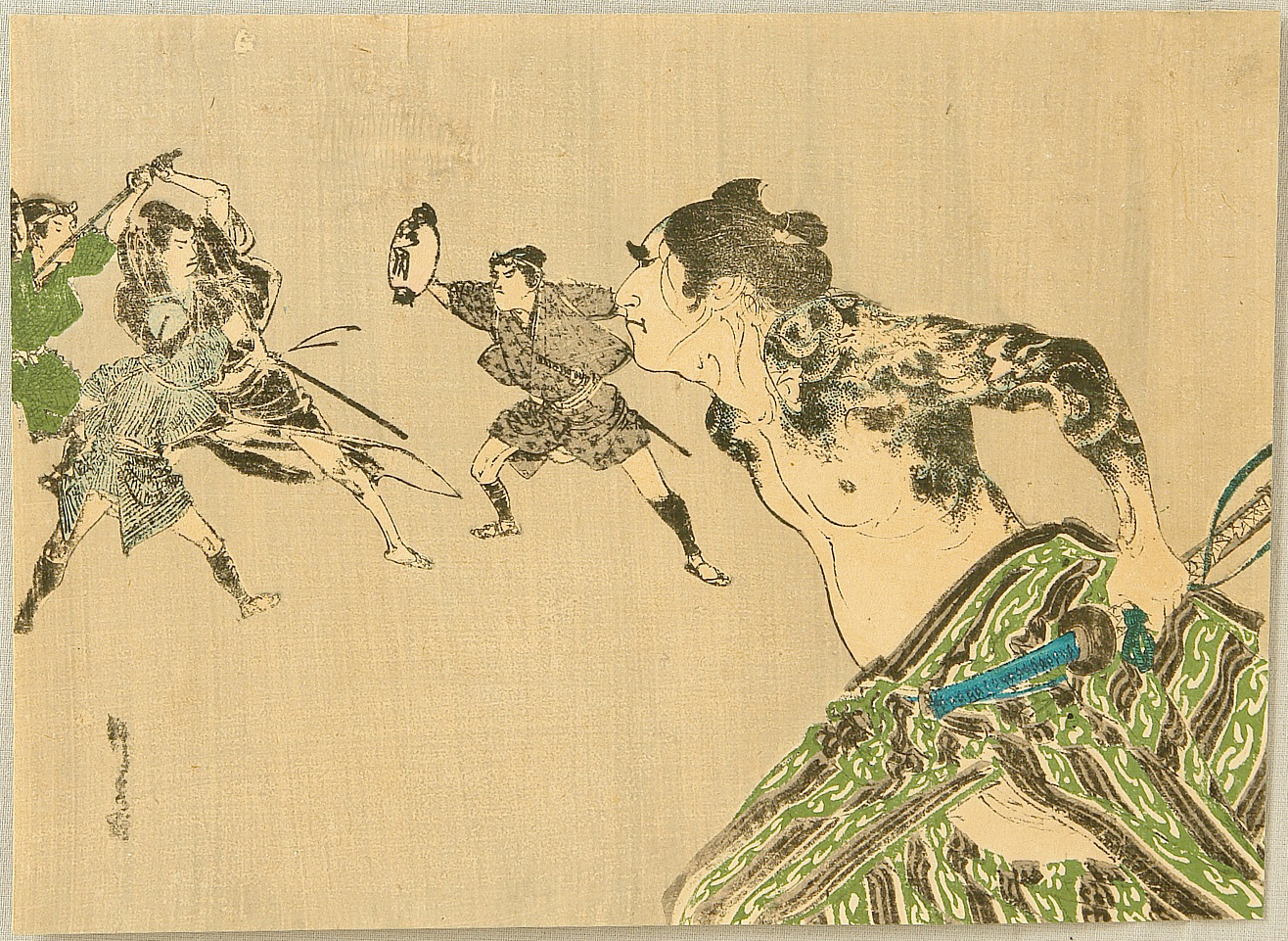
警察と戦っている同志を助けるために、龍の刺青を入れたヤクザが走っている

本来ならばやくざは、『風来坊、根無し草（その日暮らし）、渡世人、無頼漢、ごろつき、不良』等と同義で、そのような生き方をする者達を指した。その意味では、生業を指す「博徒」と「的屋」（香具師）とは、微妙に違った意味を持つ。ただし博徒・的屋にやくざ者が多いのが事実であって、戦後に暴力団という言葉が一般になると、支配的な暮らしは似合わないという事から、暴力団の駆け出しを指すようになった。
一般的に博徒よりも的屋の方が起源が古いとされている。博徒の起源は平安時代で、任俠の徒“俠客”の起源は室町時代とされ、「渡世人」とも呼ばれた。的屋は「香具師」とも称する。江戸時代、征夷大将軍によって、「賭博は、重犯罪」として厳しい取締りがあったが、江戸中期以降に賭博を常習的に行う博徒集団が現れ、現代に至っている。一方、的屋は「非人身分」とされていた。江戸時代には寺社の境内などで賭博を催し収入（いわゆるテラ銭）を得ていた。都市部の方に多く、地方にも存在する。現在に至るまで「社会枠組の外」となる人々である。
また、ヤクザよりも、やや広い、より合法的な性格を持った「顔役」と呼ばれる者もいた。いわゆる俠風に富んだ「男」としてある種畏敬を持って迎えられ、「その人のためなら命をも惜しまぬ」という子分を多数従え、地域社会に隠然とした力を持ち、その中に公然と代議士に成る者もいた。昭和初期のある新聞に「親分議員列伝」として、近代ヤクザの鼻祖とされる吉田磯吉などの名が上がっている。吉田磯吉や、その系列に属する初期の山口組は、古典的な意味でのヤクザでなく、それゆえ旧来の伝統的な稼業に拘ることなく、いち早く現代的な暴力団に変貌していったといえる。
ジェイク・エーデルスタインはその性質に着目したうえで次のように説明する。

...ヤクザ。彼らはイタリアの親戚達に比せば紳士的な傾向にある。窃盗や武装強盗などの街頭犯罪に着手することは通常はない。同業者すなわちヤクザ同士の抗争というならばそれはしばしば発生するものであるが、彼らが一般大衆を攻撃対象とすることは極めて稀である。...

1922年（大正11年）2月17日付中外日報に「代議士武勇列伝」と題するコラム記事が出ている。
「武勇列伝とは余り酷だ、我々だって武を標榜して選良になった訳じゃない、文に依って生きんとして選良になったと云うのに…とは昨日の衆議院の二階廊下で中島鵩六さんがあの大きな太鼓腹を突き出しての仰せであった。で、次は野党側へと眼鏡を向けよう……まあず野党の議席を見渡して何時も金仏様のように黙然と控え、然も一朝事あるときは何事かを引起さん面構えをしているのに吉田磯吉親分がある。磯吉親分は、人も知る炭鉱太郎として九州に大縄張りを持ち、今幡随院の名さえある人だけに、勇に於いては、他に匹敵する人はあるまいと云うから、未来の選良になろうとする者の好典型だろう。……続いては、臨時議会の時、国勢院総裁小川平さんを速記台下で殴り飛ばそうとして、一大波瀾を捲起した三浦郡の大親分小泉又次郎さんで、一肌脱げば倶利伽羅紋々の凄い人である。……」
親分議員が吉田磯吉一人ではなく、与野党に数多くいたことがこのコラム記事から理解できる。この時代の政界には、「暴をもって暴を制す」理論が公然とまかり通っていたわけで、まさに政治家たるものは「腕前がなければならぬ」のであったと纏められている。

## 呼称
多くのやくざは「暴力団員」と呼ばず、「極道」、「俠客」などと自称することがある。逆に自ら「俺は、暴力団員だから…」などと表現する者もいるが、その場合において相手に脅迫（強迫）を行ったとも解せることがあるため、通常ならば「組の者」あるいは「団体の者」などと表現する。
「やくざ」という単語は伏字処理が施されたり、隠語や別の表現に置き換えられる事例が多く見られる。石原裕次郎の楽曲『嵐を呼ぶ男』を2010年に舘ひろしがカバーした際に原曲の「やくざな……」が「やんちゃな……」に改変されたのが代表的な例である。
『やくざ』を指す隠語・別称には「ヤー公」「ヤーさん」「ヤっちゃん」「や印」「『や』の付く自由業」「『や』の付く怖い人」「怖い人」「その筋の人」「あちらのかた」「渡世人」「稼業人」「極道」「任侠」「筋者」「本職」「893」「YKZ」「輩」「構成員」「ヤクザ屋さん」、頬骨から顎先までを指でなぞり「これもん（Scarface：傷、痘痕のある顔を表現する）」などがある。
また、主に警察などで使われている「マル暴」「マルB（暴力団）」あるいは「マルG（極道）」などもある。宅配便業者の間では、「マル特」などと呼ばれ、警戒されている。また、ヤクザ同士では、組長を「親」「親分」、組員を「兄弟」と呼ぶことが多い。自分の親分の兄弟分には「オジ貴（伯父貴・叔父貴）」と呼ぶこともある。親分や兄貴分の妻に当たる者には「姐さん」などと呼ぶことが多い。
現役の組員の中でも「ヤクザ」という上記のおいちょかぶの役の理由から好まない者もおり、「任侠」などの名称を使う人間も多い。

## 名称
江戸時代までの多くは屋号が用いられていた。

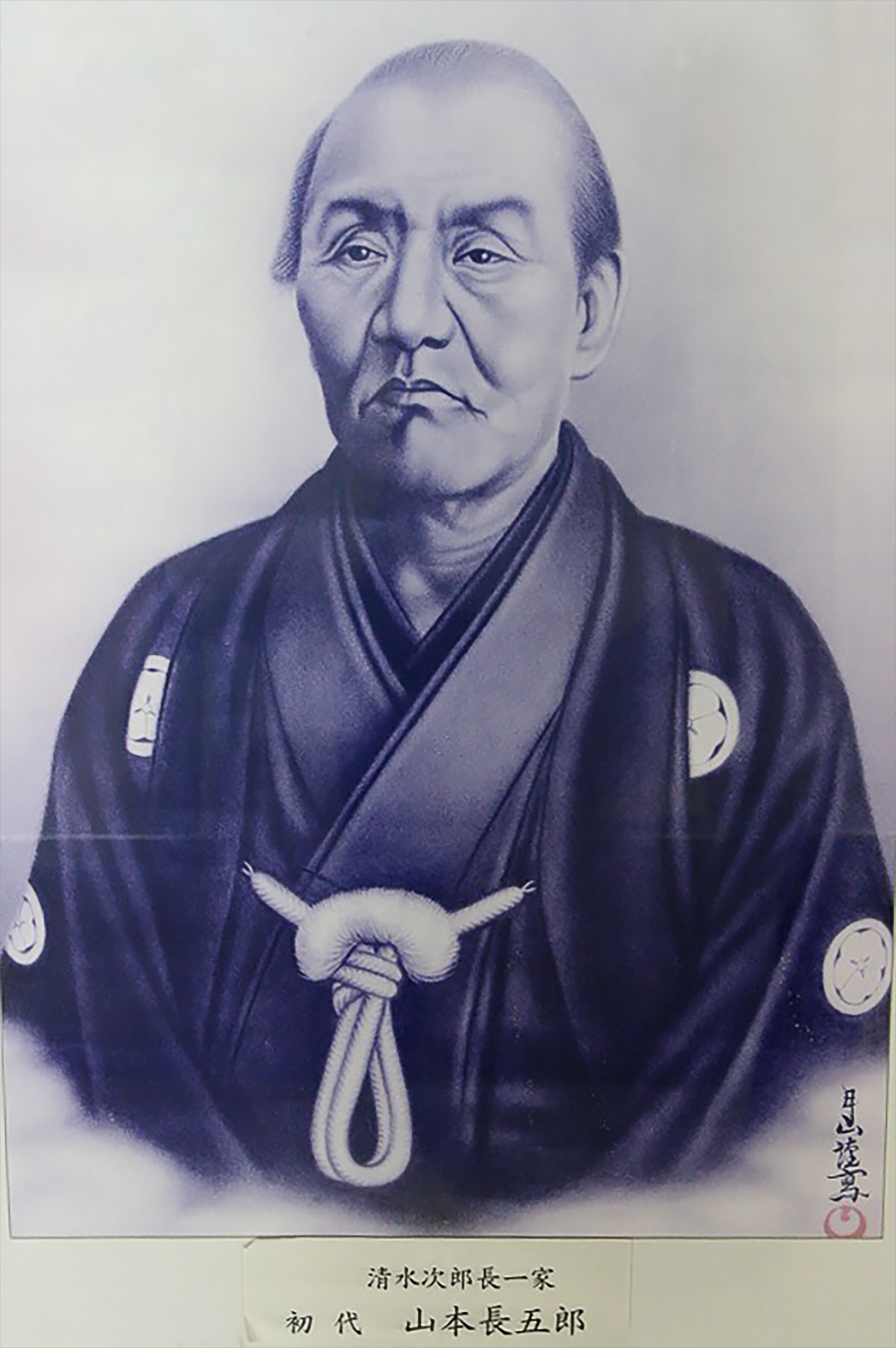
清水次郎長（山本長五郎）

例えば清水次郎長は「ヤマチョウ」、会津小鉄の一門は「大瓢箪」。一家を名称とするのは、明確ではないが明治・大正期に多く使われている。的屋の影響と推察されるが明確ではないし内務省の係がつけた可能性もある。明治の『東海遊俠伝』では次郎長を漢語で「大哥」と呼んでいるが中国でも目上の人や親分には「哥」を附ける。日本語のイメージでは親分ではなく「兄貴」あたりであろう。1884年（明治17年）の「大刈込み」（賭博犯処分規則により賭博犯すなわち博徒は裁判なしで10年の懲役が課される）への対策として博徒の多くは土木建築請負の看板を上げ「組」を名乗るようになった（鶴見騒擾事件より）。
日本の警察とメディアは、現代のヤクザを「暴力団」と呼び、ヤクザは自らを「任侠団体」と呼んでいる。

## 米国による金融制裁
バラク・オバマ米国大統領は2011年7月25日、初の「国際組織犯罪に関する戦略」を発表するとともに、日本の「ヤクザ（暴力団）」を、薬物取引や人身売買に関与する「国境横断的犯罪組織」に指定し、国際緊急経済権限法に基づき金融制裁を科す大統領令に署名した。これにより、米国内にある日本の暴力団組織の資産は凍結される。また、アメリカの個人や団体が日本の暴力団と取引を行うことは禁止される。大統領令では個別の暴力団名などは挙げられていないが、米財務省は、「ヤクザ」の人数は2011年時点で約8万人としている。同省は、ヤクザが覚醒剤を中心とする薬物取引を主要な収入源としていると指摘。東アジア諸国の犯罪組織と連携して武器密輸や売春、人身売買などの犯罪行為を行っているほか、隠れ蓑となるダミー企業を使って建設・不動産・金融業などに進出して不法収益を上げる「知能犯罪」を展開し、米国内でも薬物密売や資金洗浄に関与しているとした。

## 作品中でのヤクザ
現在では、『やくざ （Yakuza）』という言葉を理解する他国民も多い。
テレビゲームでも、アメリカ製の『グランド・セフト・オートシリーズ』に日系人のマフィアが「ヤクザ」の名称で登場していたり（シマ、若頭といった日本語も使用されている）、日本製の『龍が如く』が日本国外で『Yakuza』というタイトルで販売されたとの例がある。
松竹映画「男はつらいよ」の主題歌でも「やくざ」という言葉が登場し、車寅次郎は自身のことを「渡世人」というが、寅さんは的屋であって、暴力団ではない。
北野武監督のヤクザ映画「アウトレイジ」も日本国外で人気が高く、ヤクザの知名度を上げる一つの要因になっている。
アメリカンコミック『X-メン』シリーズには、日本人でヤクザの親分という設定のキャラクター、シルバー・サムライが登場する。

## 五大指定暴力団
| 団体名     | 説明 | 代紋 |
| ---------- | --- | ---- |
| 山口組     | 山口組（やまぐちぐみ）は、兵庫県神戸市に本部を置く暴力団で、日本最大規模の指定暴力団。2022年時点の構成員などの数は約8,100人（構成員約3,800人、準構成員数は約4,300人）。山形県と広島県と鹿児島県と沖縄県を除く43の都道府県に系列組織を置いている（2019年12月時点）。住吉会、神戸山口組、および稲川会とともに主要暴力団に位置づけられている。    |      |
| 住吉会     | 住吉会（すみよしかい）は、東京都港区赤坂に総本部を置く博徒系指定暴力団である。米政府より薬物や武器の密輸、人身売買等の犯罪に関与する国際犯罪組織と認定されている。勢力範囲は1都1道1府15県、2022年時点の構成員等の数は3,800人（構成員約2,400人、準構成員1,400人）。六代目山口組、神戸山口組および稲川会とともに主要暴力団に位置づけられている。 |      |
| 神戸山口組 | 神戸山口組（こうべやまぐちぐみ）は、兵庫県神戸市中央区二宮町3-10-7に主たる事務所（本部）を置く指定暴力団。2022年時点の構成員等の数は760人（構成員約330人、準構成員430人）。六代目山口組、住吉会及び稲川会とともに主要暴力団に位置づけられている。                                                                                              |      |
| 稲川会     | 稲川会（いながわかい）は、東京都港区六本木に総本部を置く日本の博徒系指定暴力団。2022年時点の構成員等の数は3,100人（構成員約1,900人、準構成員1,200人）六代目山口組、住吉会および神戸山口組とともに主要暴力団に位置づけられている。 |      |
| 工藤會     | 工藤會（工藤会、くどうかい）は、福岡県北九州市に本部を置く特定危険指定暴力団。2022年時点の構成員の数は230人。主たる活動地域は福岡県、山口県及び長崎県の3県、ならびに首都圏とされている。かつては北九州地区最大かつ九州地方最大規模の暴力団組織であったが、2022年時点では道仁会にその地位を譲っている。                                         |      |